# The Awakening (album)
The Awakening è il quinto album in studio del gruppo musicale statunitense The Red Jumpsuit Apparatus, pubblicato il 30 marzo 2018.

## Tracce
1. Fighting Everything – 3:52
2. On Becoming Willing – 2:44
3. The Awakening – 3:14
4. Saul to Paul – 4:13
5. In There Somewhere – 3:53
6. Shooting Star – 4:02
7. Learning to Live – 2:57
8. Turn It Over – 2:47
9. We Can Show You How – 2:57
10. Unfinished Business – 3:02